# Ormond-by-the-Sea, Florida
Ormond-by-the-Sea är en ort (CDP) i Volusia County, i delstaten Florida, USA. Enligt United States Census Bureau har orten en folkmängd på 7 406 invånare (2010) och en landarea på 5,2 km².